# Eduard Georg Seler
Eduard Georg Seler (né le 5 décembre 1849 à Crossen-sur-l'Oder, décédé le 23 novembre 1922 à Berlin) est un anthropologue, ethnologue, historien, linguiste, épigraphiste et académicien allemand. Pionnier des études américanistes  il s'attacha particulièrement, au début du XXe siècle, à l'étude des cultures pré-colombiennes en Amérique centrale, spécialité  qu'il contribua à faire évoluer décisivement. 

## Les premiers pas dans la carrière enseignante
Fils d’un instituteur, Edouard ou Eduard Seler est né à Crossen-sur-l'Oder en Prusse, aujourd’hui Krosno Odrzańskie en Pologne, le 5 décembre 1849. À la suite de ses études secondaires à Berlin au lycée de Joachimsthal de 1863 à 1869, il passe une année à l’université de Breslau pour étudier la botanique et la minéralogie. Après avoir servi dans l’armée prussienne lors du conflit avec la France de 1870 à 1871, il reprend, dès la fin des hostilités, ses travaux à l’université de Berlin. En 1875, il passe avec succès le concours d’Oberlehrer  qui lui permet d’enseigner, à partir de l’année suivante, les sciences et les mathématiques au Dorotheenstädtischen Realgymnasium de la capitale. En 1879, ses ennuis de santé, qui le poursuivent toute sa vie, l’obligent à se mettre en congé sans traitement.
Installé à Crossen puis à Trieste pour s’y rétablir, il se consacre à divers travaux de recherches, notamment la traduction d’ouvrage étrangers, ainsi l’ouvrage que Nadaillac publie en 1881, Les premiers hommes et les temps préhistoriques, qui marque une étape historiographique dans la connaissance des temps très anciens. 
Il profite aussi de cette période de repos forcé à étudier la linguistique et les langues anciennes, cheminement qui le mène peu à peu à s’intéresser à une ethnographie et surtout une archéologie à l’époque balbutiante, celle des civilisations pré-colombiennes. 

## Le spécialiste incontesté de l’Amérique précolombienne
En 1884, rétabli, il reprend la vie active et entre comme auxiliaire scientifique au musée d’ethnographie (Königliches Museum für Völkerkunde) de Berlin, lieu où il devait effectuer ensuite toute sa carrière.  Il passe avec succès son doctorat en 1887 à l’université de Leipzig sur le sujet suivant : Das konjugationssystem der Mayasprachen [Le système de conjugaison de la langue maya]. En 1894, il obtient un poste à l’université de Berlin, après la publication remarquée du fonds d’archives dites « mexicaines », écrits et dessins légués par Alexandre von Humboldt à la bibliothèque de Berlin. 
Enfin, en 1899, Seler est nommé professeur de langues, d’ethnographie et d’archéologie américaines, sur la chaire fondée  à l’université de Berlin par un mécène franco-américain, le duc de Loubat. 
Directeur du musée d’ethnographie à partir de 1904 jusqu’à sa mort, il fait de cette institution une référence mondiale incontestée dans les recherches sur les civilisations pré-colombiennes. Les publications et les monographies de Seler ont enfin été déterminantes dans la connaissance de la linguistique et de l’histoire des peuples de Mésoamérique.
Profitant d’une renommée universelle, il était membre de très nombreuses sociétés de géographie et d’anthropologie étrangères et surtout un des savants les plus célèbres de l’académie prussienne des sciences. Membre d’honneur de la Société des américanistes de France, s'il en reçut en 1910 le prix annuel, il refusa sa bourse pour qu’elle soit offerte à la veuve d’un collègue disparu prématurément.

## Un scientifique de terrain
Issu d’un milieu modeste, sans fortune personnelle, souffrant d’une santé fragile, Seler eut la chance d’être secondé durant sa vie et même au-delà par son épouse Caecilie Sachs (de) (1855-1935). Celle-ci, fille d'un riche médecin, après son mariage en 1884, soutint son époux sur les plans matériel et intellectuel, notamment lors des voyages et des campagnes de fouilles entreprises par le couple au Mexique. Les clichés pris par Cecilia Seler constituent un fonds de plus de 2 500 plaques de verre qui permettent de découvrir des sites dont certains sont aujourd’hui dégradés ou ont même disparu irrémédiablement, d’abord au Mexique mais aussi aux États-Unis, au Guatemala, au Canada, en Argentine, en Uruguay, en Bolivie, au Pérou, au Panama.
En dépit de sa santé précaire, Seler ressentit très vite la nécessité de confronter les recherches qu’il avait menées en Europe avec des explorations directes sur le terrain. Ce souhait l’amène à visiter l’Amérique centrale à de nombreuses reprises. Plusieurs séjours, de 1887 à 1888, de 1895 à 1897, de 1902 à 1907, lui donnent l’occasion de connaître à fond le territoire maya et aztèque, au Guatemala ainsi et surtout au Mexique. Dans ce dernier pays, le couple fut aidé, tant dans leurs démarches auprès des autorités que sur le terrain, par un historien et chercheur mexicain, Antonio Peñafiel (en), qui a, comme le montrent ses nombreuses publications archéologiques, permis au Mexique de mieux connaître son histoire.
En 1910, Seler se rend à Buenos Aires à l’occasion du congrès des américanistes. Ce déplacement lui donne l’occasion, au retour, de traverser, du sud vers le nord, tout le continent sud américain. Parvenu à Mexico, il prend part à la concrétisation d’un projet déjà ancien, formé en 1904 par l’université Columbia, d’y fonder « l'Escuela internacional de Arqueología y Etnología americanas ». Institution de coopération internationale soutenue par plusieurs États étrangers, en premier lieu la Prusse, l’école reçoit en la personne de Seler son premier directeur, lequel met toute son énergie à conforter ce projet novateur.
Edouard Seler meurt à Berlin le 23 novembre 1922 pour être inhumé au cimetière de Steglitz, après avoir consacré ses dernières années à reconstituer les liens universitaires, notamment ceux entretenus avec la France, que la guerre avait rompus.

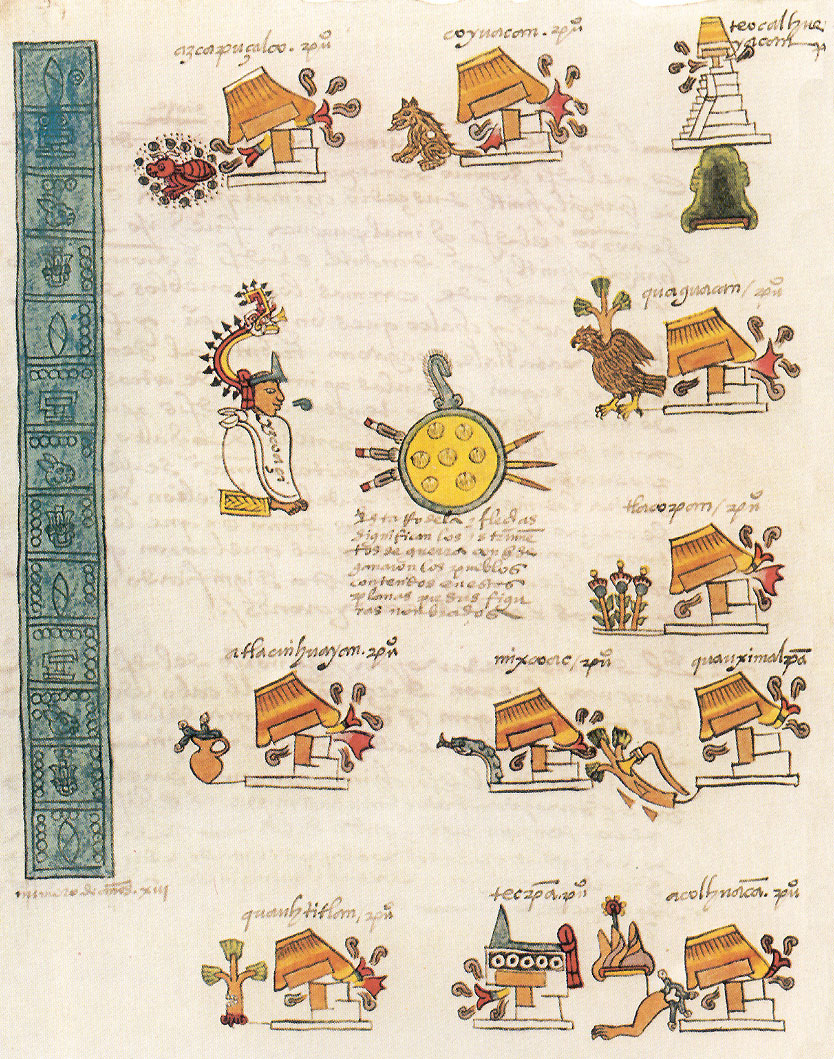
Une page du Codex Mendoza : les hauts faits de Itzcoatl, tlatoani de Tenochtitlan (1427-1440)

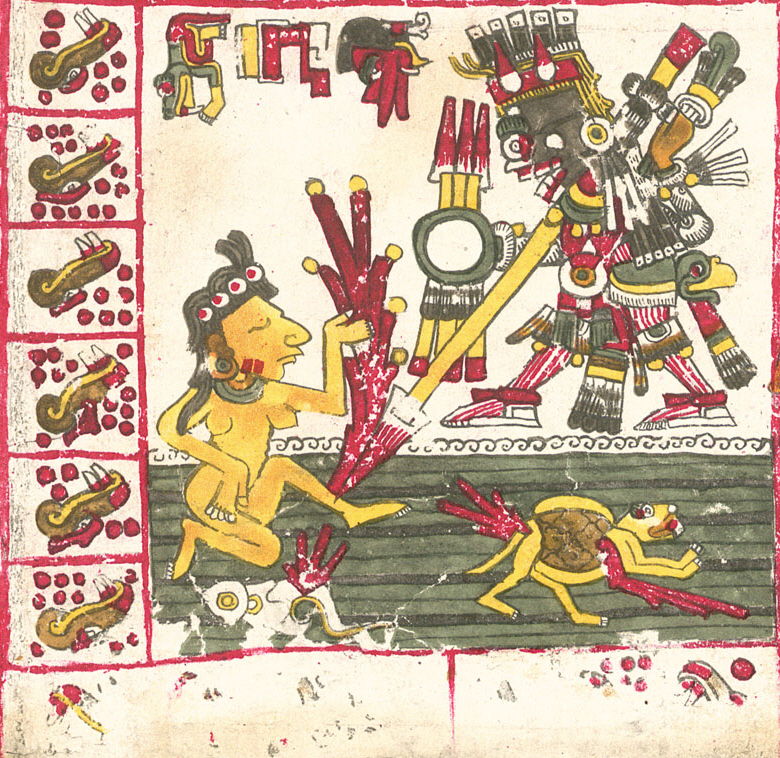
Une page du Codex Borgia (XVIe siècle) : un dieu blesse une femme, pendant qu'une tortue perdant son sang cherche à s'échapper (le type d'image énigmatique que les Seler eurent à étudier dans les archives, entre leurs longs et épuisants voyages...)

## Ouvrages d’Eduard Seler
- 1/En allemand :- Gesammelte Abhandlungen zur Amerikanischen Sprach- und Alterthumskunde. 5 vols. Berlin : A. Asher, 1902-1923.
- 2/Traduits en anglais par Charles P. Bowditch & Frank E. Comparato :- Collected Works in Mesoamerican Linguistics and Archaeology. Culver City (CA) : Labyrinthos, 1990-1998.
- Das konjugationssystem der Mayasprachen, 1887. (lire en ligne)

## Sources
- Eduard Seler, Journal de la Société des Américanistes, Année 1922, Volume 14, Numéro 1, p. 280 - 287
- (de) Berthold Riese (de), « Seler, Eduard Georg », dans Neue Deutsche Biographie (NDB), vol. 24, Berlin, Duncker & Humblot, pas encore publié, p. 216–217 (original numérisé).